# Pokémon Karmesin und Purpur
Pokémon Karmesin und Pokémon Purpur sind zwei im November 2022 für Nintendo Switch veröffentlichte Rollenspiele aus der Pokémon-Reihe. Sie wurden von Game Freak entwickelt und werden von The Pokémon Company und Nintendo vertrieben. Die in der fiktiven Region Paldea angesiedelten Titel sind die ersten Spiele der neunten Pokémon-Generation und beinhalten 103 neue Pokémon in den Hauptspielen und 16 weitere neue Pokémon in der 2023 erschienenen, kostenpflichtigen DLC-Erweiterung, Der Schatz von Zone Null.
Während das Spielprinzip und die umfangreichen Neuerungen vielfach gelobt wurden, kritisierten Computerspielpresse und Spieler eine technische Fehleranfälligkeit und Unausgereiftheit. Die Spiele verkauften sich in den ersten drei Tagen nach Veröffentlichung über 10 Millionen Mal und hatten damit den erfolgreichsten Verkaufsstart eines Titels in der Geschichte des Herstellers und auf allen Nintendo-Konsolen.

## Handlung

### Hauptspiele
Karmesin und Purpur spielen in der fiktiven Region Paldea, die auf der Iberischen Halbinsel basiert.  Der Protagonist besucht eine Akademie und begibt sich auf eine Schatzsuche durch die Region, welche aus drei verschiedenen Handlungslinien besteht. Die Drei Handlungslinien bestehen aus der klassischen Arena-Challenge, initiiert durch die Rivalin Nemila, die Geschichte von Team Star, gegründet durch Cosima, und eine Suche von Geheimgewürzen, motiviert durch den Sohn eines Professors (in Purpur) bzw. einer Professorin (in Karmesin), Pepper.
Sind diese Handlungslinien durchgespielt, öffnet sich die vierte und letzte Handlungslinie, in der der Protagonist und die zentralen Figuren der anderen drei Handlungslinien sich durch die Zone Null kämpfen müssen.
In groben Zügen der Handlung geht es in Karmesin um die Vergangenheit, wohingegen Purpur sich mit der Zukunft befasst. Dazu gibt es versionsexklusive Paradox-Pokémon, die je nach Edition einer Zukunfts- oder Vergangenheitsform eines älteren Pokémon nachempfunden sind.

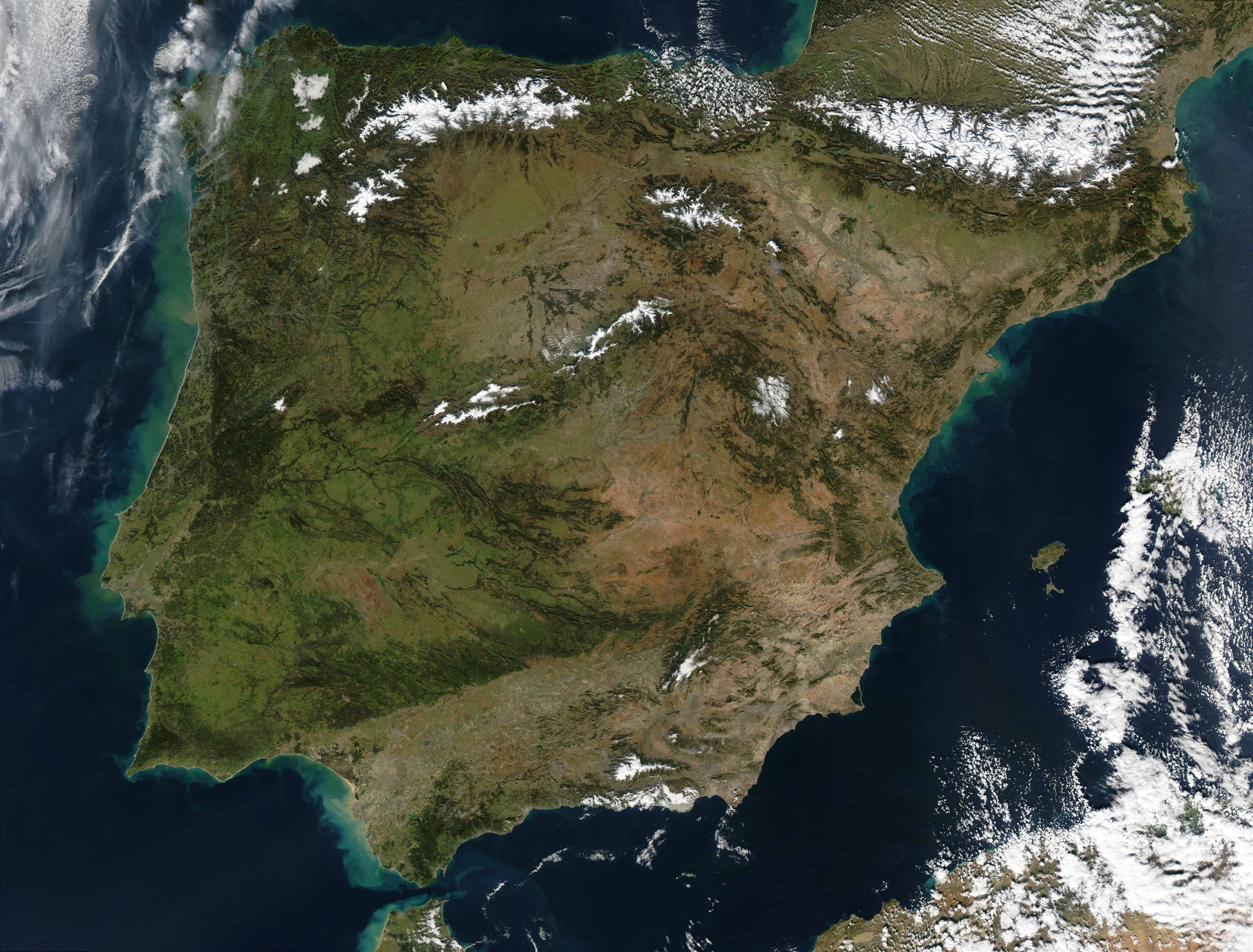
Die Iberische Halbinsel, die das Design für die Region Paldea maßgeblich inspiriert hat.

### Erweiterung
Im ersten Teil der kostenpflichtigen Spiele-Erweiterung Der Schatz von Zone Null geht der Protagonist mit seiner Schulklasse auf eine Exkursion in die Kitakami-Provinz, die außerhalb der Paldea-Region liegt. Dort gibt es unter anderem neue Pokémon. Der zweite Teil der Erweiterung führt über einen Schüleraustausch an die Blaubeer-Akademie in Einall, die großteils unter Wasser liegt und als Besonderheit eine Kuppel mit verschiedenen Klimazonen aufweist.

## Spielprinzip
Der Spieler steuert die Spielfigur durch eine dreidimensionale und erstmals in der Serie offene Spielwelt. Dabei fängt und trainiert er die dort beheimateten Pokémon und setzt diese im Kampf gegen wilde Pokémon oder in Trainerkämpfen ein. Auch ohne Anweisungen des Protagonisten können Pokémon in den beiden Spielen Kämpfe gegen andere Pokémon bestreiten.
Neu in Karmesin und Purpur ist außerdem die Terakristallisierung, die dem Spieler ermöglicht, ein Pokémon bis zum Kampfende zu stärken, indem es seinen Tera-Typ annimmt. Dieser muss nicht mit dem eigentlichen Typ des Pokémon übereinstimmen, sondern kann auch einer der 18 anderen sein.
Unterschiede zwischen den beiden Editionen umfassen bestimmte wilde Pokémon sowie die Schule, die der Spielercharakter besucht mit verschiedenen Schuluniformen und betreuenden Professoren.

## Ankündigung und Erweiterungen
Pokémon Karmesin und Pokémon Purpur wurden am 27. Februar 2022 angekündigt. Am 3. August 2022 wurden weitere Details zu den Spielen bekanntgegeben. Sie erschienen dann am 18. November 2022.
Bei einer Pokémon-Direct-Präsentation wurde am 27. Februar 2023 die Erweiterung Der Schatz von Zone Null mit zwei Teilen angekündigt. Der erste Teil mit dem Titel Die Türkisgrüne Maske erschien am 13. September 2023. Der zweite Teil mit dem Titel Die indigoblaue Scheibe erschien am 14. Dezember 2023.

## Rezeption
Die Spiele erhielten laut Metacritic „gemischte oder durchschnittliche Bewertungen“ von Kritikern. Der Wertungsaggregator ermittelte einen Metascore von 72 bzw. 71 aus 100 Punkten für die beiden Titel basierend auf über 118 Testberichten aus der Computerspiel-Presse. OpenCritic aggregierte mehr als 130 Rezensionen zu einer Gesamtwertung von 71 aus 100 Punkten und vergab das Label „mittelmäßig“. 47 Prozent der Kritiker würden das Spiel empfehlen.
Kurz nach der Veröffentlichung mehrten sich Berichte über technische Fehler, die über „Clipping-Bugs und unsichtbare Gegner bis hin zu schwerwiegenden Problemen wie heftigem Ruckeln“ reichen. Vereinzelt stürze das Spiel gar ab, was mit dem Verlust ungespeicherten Spielfortschritts einherging. Dies löste einen Shitstorm aus und viele Kunden forderten die Möglichkeit einer Rückgabe. Der Metacritic-User-Score sank infolgedessen auf unter 3 von 10 Punkten ab.

### Verkaufszahlen
Innerhalb der ersten drei Tage nach Erscheinen verkauften sich über 10 Millionen Exemplare der beiden Titel, davon 4 Millionen in Japan. Damit legten die Editionen den besten Verkaufsstart eines Spiels in der Geschichte sowohl des Herstellers als auch aller Nintendo-Konsolen hin.